# Benkovski, Stara Zagora
Benkovski (în bulgară Бенковски) este un sat în comuna Stara Zagora, regiunea Stara Zagora,  Bulgaria. 

## Demografie
Componența etnică a satului Benkovski
     Bulgari (93,33%)
     Romi (5%)
     Nicio identificare (1,66%)
     Altele (0%)
La recensământul din 2011, populația satului Benkovski era de 120 locuitori. Din punct de vedere etnic, majoritatea locuitorilor (93,33%) erau bulgari, cu o minoritate de romi (5,0%). Pentru 1,66% din locuitori nu este cunoscută apartenența etnică.